# Trầy xước giác mạc
Trầy xước giác mạc là một vết xước trên bề mặt giác mạc của mắt. Các triệu chứng bao gồm đau mắt, đỏ mắt, mắt trở nên nhạy cảm với ánh sáng và cảm giác như có dị vật ở trong mắt. Hầu hết mọi người phục hồi hoàn toàn trong vòng ba ngày.
Hầu hết các trường hợp là do chấn thương nhỏ ở mắt như có thể xảy ra khi sử dụng kính áp tròng hoặc từ móng tay. Khoảng 25% trường hợp xảy ra tại nơi làm việc. Chẩn đoán thường bằng cách kiểm tra đèn khe sau khi thuốc nhuộm fluorescein đã được áp dụng. Những thương tích đáng kể hơn như loét giác mạc, vỡ nhãn cầu, hội chứng xói mòn tái phát và một dị vật trong mắt nên được loại trừ.
Phòng ngừa bao gồm sử dụng bảo vệ mắt. Điều trị thường là với thuốc mỡ kháng sinh. Ở những người đeo kính áp tròng, một loại kháng sinh fluoroquinolone thường được khuyên dùng. Paracetamol (acetaminophen), NSAID và thuốc nhỏ mắt như cyclopentolate làm tê liệt đồng tử có thể giúp giảm đau. Bằng chứng không hỗ trợ tính hữu ích của miếng dán mắt cho những người bị trầy xước đơn giản.
Khoảng 3 trên 1.000 người bị ảnh hưởng một năm ở Hoa Kỳ. Nam giới thường bị ảnh hưởng nhiều hơn nữ giới. Nhóm tuổi điển hình bị ảnh hưởng là những người ở độ tuổi 20 và 30. Các biến chứng có thể bao gồm viêm giác mạc do vi khuẩn, loét giác mạc và viêm mống mắt. Biến chứng có thể xảy ra ở tối đa 8% số người.